# Tupolev R-6
Le Tupolev R-6 ou Tupolev ANT-7 est un avion de reconnaissance bimoteur. La production s'arrêta en 1932 avec 45 appareils construit. Le 5 mai 1937, Mikhail Gromov survola le pôle Nord avec un R-6.